# Manganin
Manganin je obchodní název pro načervenalou slitinu mědi, manganu a niklu (manganový bronz) v poměru 82 až 86 % mědi (Cu), 12 až 15 % manganu (Mn) a 2 až 4 % niklu (Ni). Využívá se zejména jako odporový materiál k výrobě stabilních a přesných rezistorů, protože má velmi nízký teplotní součinitel elektrického odporu. Dlouhodobě se používá rovněž v konstrukci tlakových senzorů pro tlaky v řádu GPa.
Vlastnosti slitiny jsou časově nestabilní, a proto se pro použití, kde je vyžadována vysoká přesnost, nechává uměle stárnout. Maximální rozsah pracovních teplot manganinu závisí na požadované stabilitě hodnoty odporu. Pro teploty kolem 20 °C je teplotní součinitel elektrického odporu blízký nule, v rozsahu 0 až +60 °C se pohybuje v rozmezí ±15·10−6 K−1, při teplotě kolem 100 °C dosahuje hodnoty −80·10−6 K−1. Manganin však odolává teplotám minimálně do +300 °C

## Použití
- drátové rezistory s přesností ± 0,01 % až ± 0,001 %, při teplotách okolo 20 °C (drát do průměru 0,05 mm)
- plošné rezistory (fólie o tloušťce 0,01 mm leptaná ve tvaru meandru, pásky)
- odporové tlakové senzory pro měření hydrostatického tlaku v řádu desetin až desítek GPa, například pro studium vysokotlakých rázových vln (jako jsou vlny generované detonací výbušnin), protože má relativně vysokou citlivost na hydrostatický tlak.[2]

## Fyzikální vlastnosti
CuMn12Ni4
| Hustota                                    | 8,19 g/cm³              |
| Teplota tání                               | 1020 °C                 |
| Tepelná vodivost                           | 19,8 W / (m K)          |
| Rezistivita ρ                              | 0,38 [μΩ·m]             |
| Teplotní součinitel elektrického odporu αR | ±2,5·10−6 [K−1] (20 °C) |
| Pevnost v tahu Rm                          | 500÷550 MPa             |
| Termoelektrické napětí vůči Cu             | 0,014 [μV·K−1]          |

| Rozsah teplot [°C] | „ρ“ [10−6 K−1] |
| ------------------ | -------------- |
| −55–25             | +50            |
| 0–25               | +10            |
| 20–25              | +10            |
| 25–30              | 0              |
| 25–125             | −80            |